# Equação de vorticidade barotrópica
A equação de vorticidade barotrópica assume que a atmosfera é quase  barotrópica, o que significa que a direção e a velocidade do vento geostrófico são independentes da altitude.  Em outras palavras, não há cisalhamento do vento vertical do vento geostrófico.  Também implica que os contornos de espessura (um substituto da temperatura) são paralelos aos contornos de altura de nível superior.  Neste tipo de atmosfera, as áreas de alta e baixa pressão são centros de anomalias de temperatura quente e fria.  As temperaturas máximas dos núcleos cálidos, como a crista subtropical e as altas Bermudas-Azores e as dos núcleos frios tem ventos que se reforçam com a altura, enquanto que o contrário ocorre com as temperaturas máximas dos núcleos frios —temperaturas máximas pouco profundas do Ártico— e as mínimas dos núcleos quentes, como as dos ciclones tropicais.
Uma forma simplificada da equação de vorticidade barotrópica para um fluxo sem divergência, com campo solenoidal de velocidades, pode ser expresso simplesmente como
{\displaystyle {\frac {D\eta }{Dt}}=0,}
onde ⁠D/Dt⁠ é a derivada material e
{\displaystyle \eta =\zeta +f}
é a vorticidade absoluta, sendo "ζ" a vorticidade relativa, definida como a componente vertical do «looping» da velocidade do fluido, e f o parâmetro de Coriolis.
{\displaystyle f=2\Omega \operatorname {sen} \varphi ,}
onde Ω é a frequência angular da rotação do planeta (Ω = 0.7272 × 10 -4  s −1 para a Terra) e φ é a latitude.
Em termos de vorticidade relativa, a equação pode ser escrita da seguinte forma:
{\displaystyle {\frac {D\zeta }{Dt}}=-v\beta ,}
onde β = ⁠∂f/∂y⁠ é a variação do parâmetro de Coriolis com a distância «y» na direção norte-sul e «v» a componente da velocidade nessa direção.
Em 1950, Charney, Fjørtoft e von Neumann integraram esta equação (com um termo de difusão agregado no segundo membro da equação) pela primeira vez em um computador, utilizando um campo observado de 500 hPa de altura geopotencial durante o primeiro intervalo de tempo.  Este foi um dos primeiros casos de sucesso de modelo numérico de previsão meteorológica.